# شوفانينة
شوفانينة (الاسم العلمي: Aveninae) هي عمارة نباتية تتبع فصيلة النجيلية من رتبة القبئيات.

## أجناس
- الشوفان
- الحسيك
- الديشمبية